# Sempervivum ruthenicum

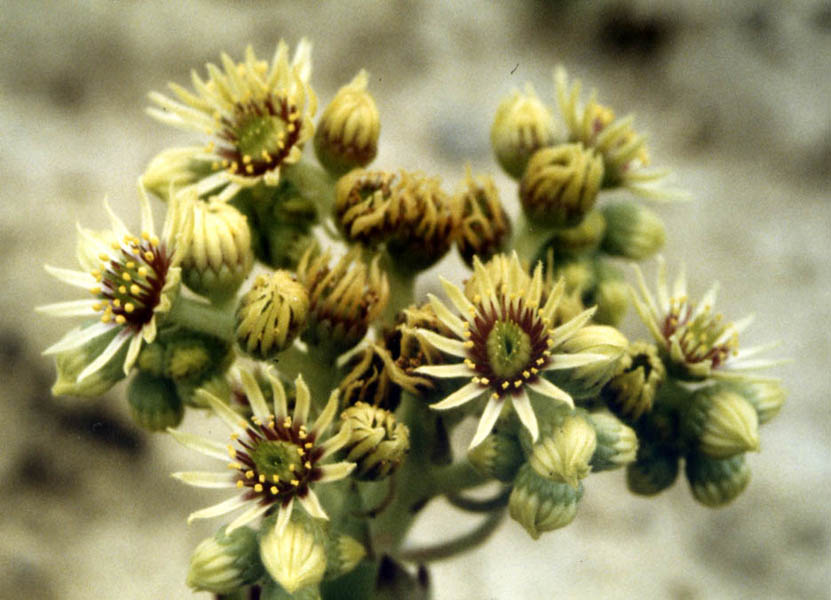
Blüten

Sempervivum ruthenicum ist eine Pflanzenart aus der Gattung der Hauswurzen (Sempervivum) in der Familie der Dickblattgewächse (Crassulaceae).

## Beschreibung

### Vegetative Merkmale
Sempervivum ruthenicum wächst als geschlossene oder offene, sehr kurz flaumhaarige Rosettenpflanze mit einem Durchmesser von 4 bis 8 Zentimeter und bildet Ausläufer von 3 bis 5 Zentimeter Länge. Die länglich verkehrt eiförmigen bis verkehrt eiförmig-keilförmigen, kurz kleinspitzigen oder spitz zulaufenden Laubblätter sind dicht flaumhaarig. Die grüne Blattspreite ist etwa 50 Millimeter lang und 15 Millimeter breit. Die Wimpern am Rand sind ziemlich steif.

### Generative Merkmale
Der Blütentrieb erreicht eine Länge von 15 bis 30 Zentimeter. Er trägt länglich lanzettliche Blätter, die mehr oder weniger voneinander entfernt sind. Der lockere Blütenstand ist ebensträußig. Die 12- bis 16-zähligen Blüten stehen an 1 bis 5 Millimeter langen Blütenstielen. Ihre länglich eiförmigen oder schmal lanzettlichen, grünen, 3 bis 4 Millimeter langen Kronblätter sind an ihrer Basis miteinander verwachsen. Die linealischen bis linealisch-lanzettlichen, spitz zulaufenden Kelchblätter weisen eine Länge von etwa 10 Millimeter auf und sind 1,5 Millimeter breit. Sie sind grünlich gelb und an ihrer Basis purpurfarben überhaucht. Die Staubfäden sind weiß bis rosafarben, die Staubbeutel gelb. Die gerundeten, auffällig aufgebogenen Nektarschüppchen sind etwas ausgebreitet.

### Genetik
Die Chromosomenzahl beträgt {\displaystyle 2n=64}.

## Systematik und Verbreitung
Sempervivum ruthenicum ist in Rumänien, Moldawien, der Ukraine und im Südwesten von Russland auf Sand und sandigen Böden, an trockenen Stellen, meist im Tiefland und gelegentlich in Kiefernwäldern verbreitet.
Die Erstbeschreibung durch Georg Friedrich Schnittspahn und Carl Bernhard Lehmann wurde 1855 veröffentlicht.

## Nachweise